# Abe Shohei
Shohei Abe (sinh ngày 1 tháng 12 năm 1983) là một cầu thủ bóng đá người Nhật Bản.

## Sự nghiệp câu lạc bộ
Shohei Abe đã từng chơi cho Nagoya Grampus.